# Too Much Love Will Kill You
Too Much Love Will Kill You – ballada rockowa w wykonaniu Briana Maya pochodząca z jego solowego albumu pt. Back to the Light (1992).
W 1992 Brian May wykonał „Too Much Love Will Kill You” w czasie The Freddie Mercury Tribute Concert. Wersja, w której śpiewa Freddie Mercury, pojawiła się na wydanym w 1995 albumie Made in Heaven – Queen.
Brian May dostał za utwór nagrodę Ivor Novello Awards. Utwór opisuje odczucia Maya w czasie jego rozwodu i wyborze pomiędzy dwiema kobietami.

## Lista utworów
Opracowano na podstawie materiału źródłowego.

### Wersja oryginalna
| CD | CD                            | CD      |
| Nr | Tytuł utworu                  | Długość |
| -- | ----------------------------- | ------- |
| 1. | „Too Much Love Will Kill You” | 4:29    |
| 2. | „I’m Scared”                  | 4:00    |
|    |                               | 8:29    |

| 7" LP | 7" LP                         | 7" LP   |
| Nr    | Tytuł utworu                  | Długość |
| ----- | ----------------------------- | ------- |
| 1.    | „Too Much Love Will Kill You” | 4:29    |
| 2.    | „I’m Scared”                  | 4:00    |
|       |                               | 8:29    |

| 12" LP | 12" LP                        | 12" LP  |
| Nr     | Tytuł utworu                  | Długość |
| ------ | ----------------------------- | ------- |
| 1.     | „Too Much Love Will Kill You” | 4:33    |
| 2.     | „I’m Scared”                  | 4:01    |
|        |                               | 8:34    |

| Maxi-singel | Maxi-singel                                    | Maxi-singel |
| Nr          | Tytuł utworu                                   | Długość     |
| ----------- | ---------------------------------------------- | ----------- |
| 1.          | „Too Much Love Will Kill You”                  | 4:33        |
| 2.          | „I’m Scared”                                   | 4:01        |
| 3.          | „Too Much Love Will Kill You (Guitar Version)” | 4:32        |
| 4.          | „Driven By You (New Version)”                  | 4:11        |
|             |                                                | 17:17       |

### Wersja Queen
| CD | CD                                     | CD      |
| Nr | Tytuł utworu                           | Długość |
| -- | -------------------------------------- | ------- |
| 1. | „Too Much Love Will Kill You”          | 4:20    |
| 2. | „Spread Your Wings (Digital Remaster)” | 4:32    |
|    |                                        | 8:52    |

| 7" LP | 7" LP                                     | 7" LP   |
| Nr    | Tytuł utworu                              | Długość |
| ----- | ----------------------------------------- | ------- |
| 1.    | „Too Much Love Will Kill You”             | 4:20    |
| 2.    | „We Will Rock You (Digital Remaster)”     | 2:01    |
| 3.    | „We Are The Champions (Digital Remaster)” | 2:59    |
|       |                                           | 9:20    |

| Promo CD | Promo CD                                      | Promo CD |
| Nr       | Tytuł utworu                                  | Długość  |
| -------- | --------------------------------------------- | -------- |
| 1.       | „Too Much Love Will Kill You (Single Edit)”   | 3:52     |
| 2.       | „Too Much Love Will Kill You (Album Version)” | 4:20     |
|          |                                               | 8:12     |

## Twórcy
Opracowano na podstawie materiału źródłowego.
Wersja oryginalna
- Brian May – wokal prowadzący, wokal wspierający, instrumenty klawiszowe, gitara, produkcja
- Justin Shirley-Smith – koprodukcja
- Brian Zellis – obsługa techniczna

Wersja Queen
- Freddie Mercury – wokal prowadzący
- Brian May – gitara, instrumenty klawiszowe, wokal wspierający
- Roger Taylor – perkusja
- John Deacon – gitara basowa
- David Richards – instrumenty klawiszowe

## Notowania
| Wersja oryginalna    | Wersja oryginalna | Wersja oryginalna | Wersja oryginalna | Wersja oryginalna |
| Lista                | Kraj              | Pozycja           | Status            |                   |
| -------------------- | ----------------- | ----------------- | ----------------- | ----------------- |
| UK Singles Chart     | Wielka Brytania   | 5                 | srebrna płyta     |                   |
| MegaCharts           | Holandia          | 1                 |                   |                   |
| Media Control Charts | Niemcy            | 30                |                   |                   |
| Ö3 Austria Top 40    | Austria           | 20                |                   |                   |
| Schweizer Hitparade  | Szwajcaria        | 26                |                   |                   |
| Sverigetopplistan    | Szwecja           | 26                |                   |                   |
| ARIA Charts          | Australia         | 18                |                   |                   |
| RIANZ                | Nowa Zelandia     | 10                |                   |                   |
| VG-Lista             | Norwegia          | 4                 |                   |                   |
| Wersja Queen         |                   |                   |                   |                   |
| UK Singles Chart     | Wielka Brytania   | 15                |                   |                   |